# کنود کریستنسن
کنود کریستنسن (انگلیسی: Knud Kristensen; ۲۶ اکتبر ۱۸۸۰ – ۲۸ سپتامبر ۱۹۶۲) یک سیاست‌مدار اهل دانمارک بود.